# In the Land of Blood and Honey
In the Land of Blood and Honey (Brasil: Na Terra de Amor e Ódio / Portugal: Na Terra de Sangue e Mel) é um filme de drama romântico estadunidense de 2011 escrito e dirigido por Angelina Jolie e estrelado por Zana Marjanović, Goran Kostić, e Rade Šerbedžija. O filme é a estreia diretorial de Jolie e descreve uma história de amor tendo como pano de fundo a Guerra da Bósnia. Foi lançado nos Estados Unidos em 23 de dezembro de 2011, em um lançamento limitado nos cinemas.

## Sinopse
Na década de 1990, em meio aos destroços de Sarajevo durante a ira da Guerra da Bósnia, Danijel é um soldado lutando pelos sérvios bósnios. Em um campo de prisioneiros liderados por seu rigoroso pai, o implacável general Nebojša do Exército Popular Iugoslavo (JNA), ele encontra Ajla, seu ex-amor, que é uma bósnia e, portanto, uma prisioneira. A política dos sérvios da Bósnia contra os bósnios, e o segredo de seu relacionamento antes da guerra, pode colocar em risco a vida dos ex-amantes.

## Elenco
- Goran Kostić como Danijel
- Zana Marjanovic como Ajla
- Rade Šerbedžija como Nebojša
- Nikola Đuričko como Darko
- Branko Đurić como Aleksandar
- Miloš Timotijević como Durja
- Alma Terzić como Hana
- Džana Pinjo como Nadja
- Dolya Gavanski como Maida
- Feđa Štukan como Petar
- Boris Ler como Tarik
- Jelena Jovanova como Esma

## Produção
Jolie teve a ideia de escrever um roteiro de uma história de amor em tempo de guerra depois de viajar para a Bósnia e Herzegovina como um embaixador da boa vontade da ONU. Ao escrever o roteiro, ela consultou com Richard Holbrooke, um diplomata dos EUA e alto funcionário da Administração Clinton, que era um dos arquitetos do acordo de Dayton, que pôs fim à guerra da Bósnia, o general Wesley Clark, que era o diretor de planos estratégicos e de política no Departamento de Defesa dos Estados Unidos do Estado-Maior Conjunto dos Estados Unidos durante a guerra, e Tom Gjelten, um correspondente estrangeiro para NPR. Depois de terminar o roteiro, ela garantiu uma equipe de produção e financiamento para o projeto que estava sendo chamado de "Untitled Bosnian Love Story". Quando ele desceu para a equipe de produção para escolher um diretor, Jolie deu conta de que ela mesma queria dirigir. Quando foram realizados elenco e audições, seu nome foi deliberadamente retido de todos os aspectos do projeto. Quando foi revelado para o elenco que Angelina Jolie escreveu o roteiro, alguns deles expressaram surpresa agradável.
Em julho de 2010, com o filme já em pré-produção, os produtores se aproximaram do magnata sérvio e magnata da mídia Željko Mitrović sobre o uso dos estágios sons e conjuntos de estúdio de propriedade da subsidiária de sua Pink International Company, Pink Films International em Šimanovci. No entanto, ele se recusou a fazer negócios com eles, liberando uma declaração à imprensa: "Eu segurei muito carinho e admiração por Angelina Jolie, tanto como pessoa e como artista, mas, infelizmente, ela é cheia de preconceitos contra os sérvios. Não quero para ser parte de algo que, pela enésima vez apresenta os sérvios como caras eternamente maus".

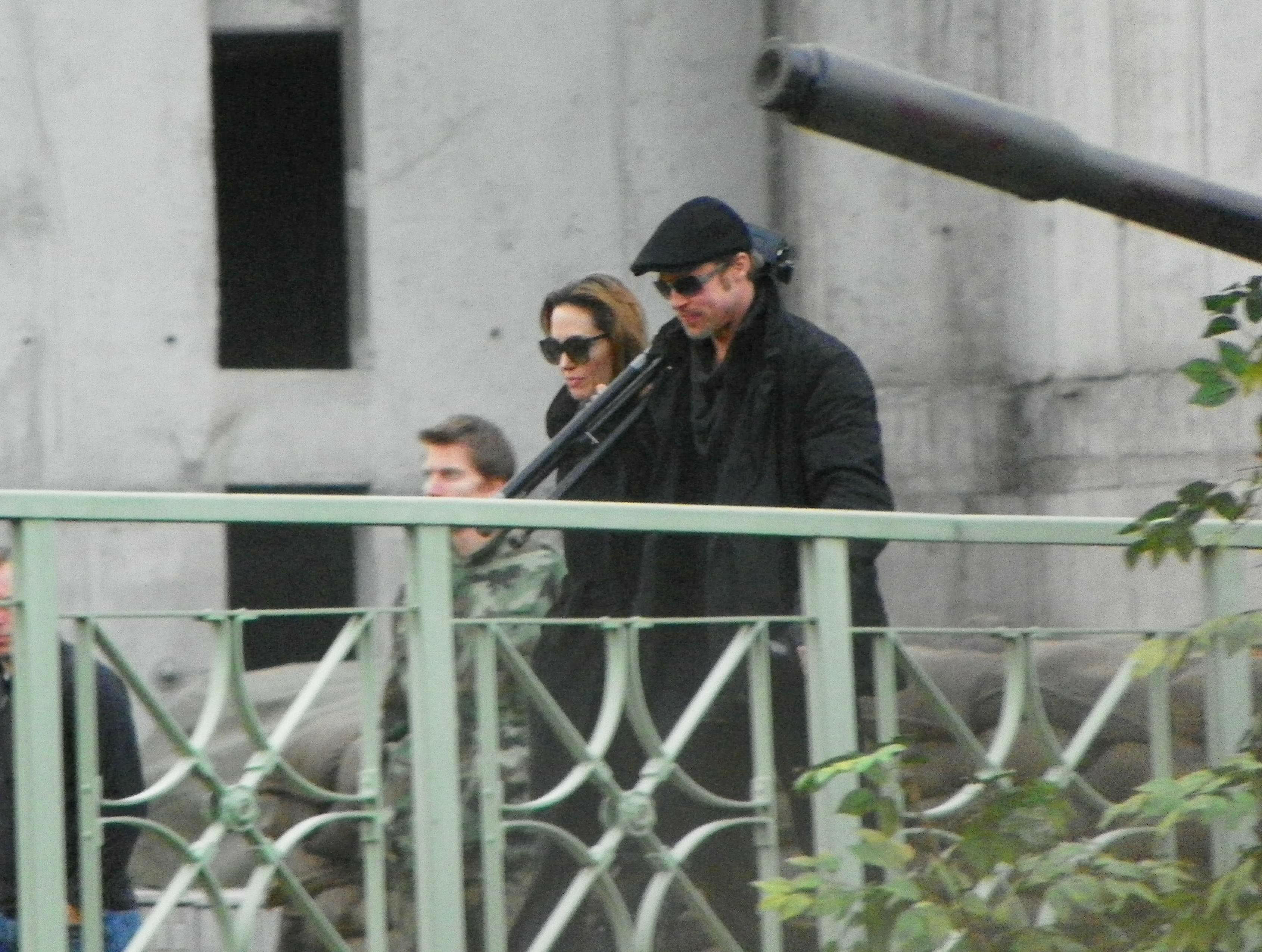
Jolie e Brad Pitt no set de In the Land of Blood and Honey em Esztergom em 10 de novembro de 2010

O filme foi rodado em Budapeste e Esztergom durante outubro e novembro de 2010. No elenco estavam atores inteiramente locais de várias partes da ex-Iugoslávia, muitos dos quais viveram a guerra. Jolie disse que ela falou com o elenco sobre as suas experiências durante a guerra e tentou incorporá-los no filme. O filme também foi gravado em duas versões - uma em Inglês, o outro nas línguas locais.
Jolie explicou a razão pela qual ela escreveu e dirigiu o filme era para reacender a atenção para os sobreviventes de uma guerra que ocorreu na história recente. Em uma entrevista com Christiane Amanpour, Jolie disse que sentiu a responsabilidade de aprender sobre o conflito em grande pormenor, acrescentando: "Este foi, você sabe, o pior genocídio desde a Segunda Guerra Mundial na Europa... o que estávamos todos fazendo? E fizemos o suficiente? E por que não falar sobre isso o suficiente?". Respondendo a reclamações de que seu filme não foi equilibrado, ela afirmou que "A guerra não foi equilibrada. Eu não consigo entender as pessoas que estão à procura de um equilíbrio que não existia. Há algumas pessoas que não querem ser lembradas por essas coisas, alguns até mesmo que negar que essas coisas ainda acontecem. Essas pessoas vão ficar com raiva".
Durante a produção, ele foi falsamente relatado que a história era sobre uma mulher bósnia se apaixonando por seu estuprador sérvio, provocando protestos da associação das Mulheres Vítimas de Guerra da Bósnia e a revogação da autorização de filmagem. Jolie negou os rumores e apresentou o script para o ministério da cultura da Bósnia, que, em seguida, rapidamente restabeleceu a autorização.

## Plágio
Em setembro de 2011, o croata bósnio e autor Josip Knežević, também conhecido como James J. Braddock, acusou Jolie de plagiar sua história Slamanje duše (The Soul Shattering), que foi publicado em dezembro de 2007. Ele alegou ter feito repetidas tentativas para contatar os produtores do filme, durante a fase de produção, mas o ignoraram. Em seguida, ele anunciou sua intenção de processar Jolie. Em 2 de dezembro de 2011, ele entrou com uma ação contra Jolie, GK Films, FilmDistrict, Scout Film (uma empresa de produção com base na Bósnia), e produtor Edin Šarkić perante o Tribunal Distrital dos EUA em Chicago, que tem jurisdição sobre Northern Illinois.
Questionada a comentar, durante uma entrevista com o Los Angeles Times, Jolie rejeitou as alegações de Knežević, dizendo: "Isso acontece em quase todos os filmes”, defendeu-se a atriz, sugerindo que se trata de uma coincidência. “É uma combinação de histórias de muitas pessoas. Li muitos livros e assisti a muitos documentários. Mas esse livro em particular eu nunca vi".
Em 29 de março de 2013, a juíza federal Dolly Gee no Tribunal Distrital dos EUA, na Califórnia determinou que nenhuma violação dos direitos de autor tivesse ocorrido, assim, decidindo a favor de Jolie.

## Reação

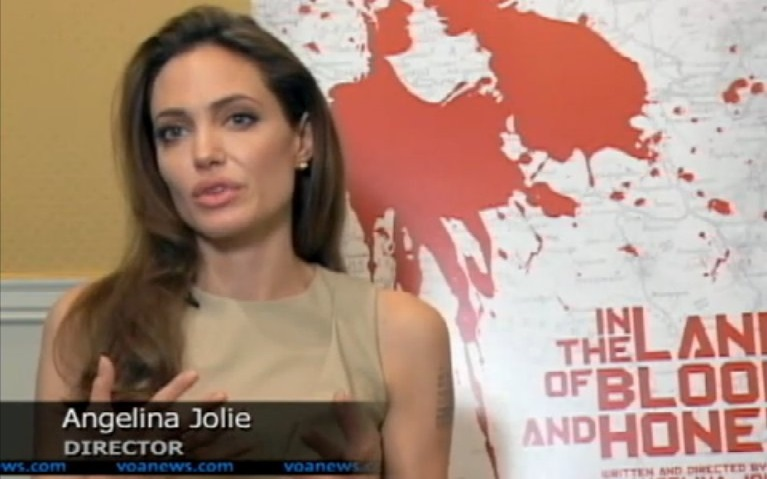
Jolie fala à Voz da América sobre o filme no Festival de Cinema de Sarajevo.

Escritores sobre cinema expressaram sentimentos mistos depois de ver um trailer do filme.
Christiane Amanpour, jornalista que cobriu a Guerra da Bósnia para a CNN, apresentou o filme na pré-estreia de New York em 5 de dezembro de 2011, chamando-o de "notável e corajoso". A estreia depois da festa foi realizada no último piso do hotel The Standard, High Line em Nova York e foi co-patrocinada pelo Council on Foreign Relations (de que Angelina Jolie é membro) e Women for Women International, uma organização de direitos das mulheres. General Wesley Clark também estava na estreia e chamou o filme de "incrível".
Escrevendo no jornal Washington Post, o colunista Richard Cohen elogiou o filme, vendo-o como uma acusação a reação americana hesitante às atrocidades cometidas pelos sérvios bósnios contra a Bósnia, bem como um endosso do intervencionismo estrangeiro conduzido pelos Estados Unidos, como a ação militar na Líbia.
Depois que o filme foi exibido às vítimas não-sérvios em uma exibição especial em Sarajevo, Murat Tahirović, o chefe da associação de prisioneiros de guerra, afirmou que Jolie "realmente conseguiu contar a história de toda a guerra em seu filme e mostrar a maioria das situações características que os detidos enfrentam - execuções em massa, estupros, [sendo usados como escudos humanos] e todos os outros horrores". O chefe de uma associação de mães de vítimas do Massacre de Srebrenica, Hatidza Mehmedović - que já havia se manifestado contra Jolie após os rumores da mídia sobre o filme - disse que o produto final era "realmente um excelente filme", "objetiva e sincera", e queria "agradecer Angelina por seu investimento intelectual e financeiro".
Falando sobre o filme durante uma aparição no talk show croata Nedjeljom u 2, Srđan Dragojević, um diretor de cinema sérvio, disse: "É um filme muito ruim que eu acho interessante que alguém gastou US $ 12-13 milhões para algo que nos olhares finais como aqueles filmes de propaganda patriótica croatas ou bósnios da década de 1990. In the Land of Blood and Honey tem a autenticidade histórica de 'Allo 'Allo!. É completamente sem sentido, mal dirigido, mal escrito, e merece absolutamente nenhuma atenção em tudo, mas para o fato de que tem o nome de uma estrela de cinema mundial ligado a ele e tendo trabalhado em Hollywood e interagido com alguns dos seus astros de cinema, eu acho que sei como este filme foi feito. Sendo uma grande estrela nem sempre funciona para a sua vantagem. Essas pessoas vivem a sua protegida e insular Beverly Hills e tem muito pouca ideia sobre o que está acontecendo em 15 quilômetros de distância em The Valley, e muito menos meio mundo de distância, na Bósnia. Este filme é uma tentativa muito estranha a combater algo que está absolutamente sem noção sobre; que seria como me escrever uma história sobre o subúrbio americano com reportagens como base. Parece que ninguém teve coragem suficiente para dizer o que a Angelina, durante a realização do filme".
Na mídia sérvia, o filme recebeu críticas mais negativas, argumentando que o filme ignorou vítimas de guerra sérvios e injustamente apresentados sérvios como malfeitores. Alguns críticos foram tão longe como chamando-a de "filme de propaganda".

### Bilheteria
Até 8 de março de 2012, o filme havia registrado vendas de bilheteria doméstica de $308,877 dólares.

## Resposta da crítica

### Estados Unidos
O filme recebeu críticas mistas. Em 19 de junho de 2013 o site Rotten Tomatoes mostrou que, com base em opiniões de 77 críticos, o filme recebeu uma resposta positiva de 56% dos críticos com uma classificação média de 5,9/10 

### Brasil
Érico Borgo do Omelete disse que "Em sua estreia como diretora e roteirista, Angelina Jolie segue o caminho do cinema panfletário", e completa "Em um determinado momento de Na Terra de Amor e Ódio (In The Land of Blood and Honey, 2011), um personagem questiona os motivos da presença da Organização das Nações Unidas em seu país em conflito, a Bósnia. "Eles não nos entendem, o que querem aqui?", pergunta. Curiosamente, a mesma frase pode ser aplicada à estreia como diretora da atriz e celebridade Angelina Jolie, que também escreveu o roteiro.", o crítico elogiou a confiança de Jolie.
Luiz Zanin, do Estadão, disse "Melhor ver sem preconceitos este Na Terra de Amor e Ódio, de Angelina Jolie. Longe de ser um filme-ONG, como muitos tacharam antes de vê-lo, o longa consegue realizar uma imersão bastante convincente na Guerra na Bósnia, e isso através de um conflitado relacionamento amoroso. O filme tem fibra.".

## Prêmios
| Cerimônia                      | Categoria                          | Nomeação       | Resultado |
| ------------------------------ | ---------------------------------- | -------------- | --------- |
| 23rd PGA Awards                | Stanley Kramer Award               |                | Venceu    |
| Prêmios Globo de Ouro de 2012  | Melhor Filme em Língua Estrangeira |                | Indicado  |
| 43rd NAACP Image Awards        | Proeminente Filme Estrangeiro      |                | Venceu    |
| 43rd NAACP Image Awards        | Diretor Proeminente em um Filme    | Angelina Jolie | Indicado  |
| Festival de Cinema de Sarajevo | Menção Honrosa                     |                | Venceu    |